# 圣莱热 (塞纳-马恩省)
圣莱热（法語：Saint-Léger，法語發音：[sɛ̃ leʒe] ⓘ）是法国塞纳-马恩省的一个市镇，属于普罗万区。

## 地理
圣莱热（48°50'20"N, 3°15'18"E）面积9.63 平方千米，位于法国法蘭西島大區塞纳-马恩省，该省份为法国北部内陆省份，北起瓦兹省，西接埃松省、马恩河谷省、塞纳-圣但尼省和瓦兹河谷省，南至卢瓦雷省，东南接约讷省，东临马恩省和奥布省，东北接埃纳省。
与圣莱热接壤的市镇（或旧市镇、城区）包括：贝洛、戈謝堡、莫兰河畔茹伊、勒拜、萨布洛尼耶尔、圣雷米德拉瓦讷、拉特雷图瓦尔。

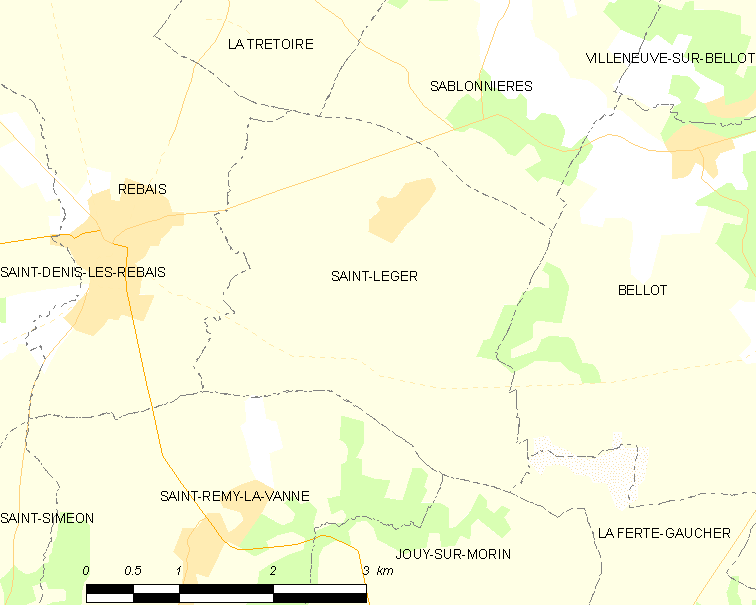
的OSM定位图

圣莱热的时区为UTC+01:00、UTC+02:00（夏令时）。

## 行政
圣莱热的邮政编码为77510，INSEE市镇编码为77417。

## 政治
圣莱热所属的省级选区为库洛米耶县。

## 人口

1962-2008年间人口变化图示

圣莱热于2022年1月1日时的人口数量为244人。